# KkStB 73

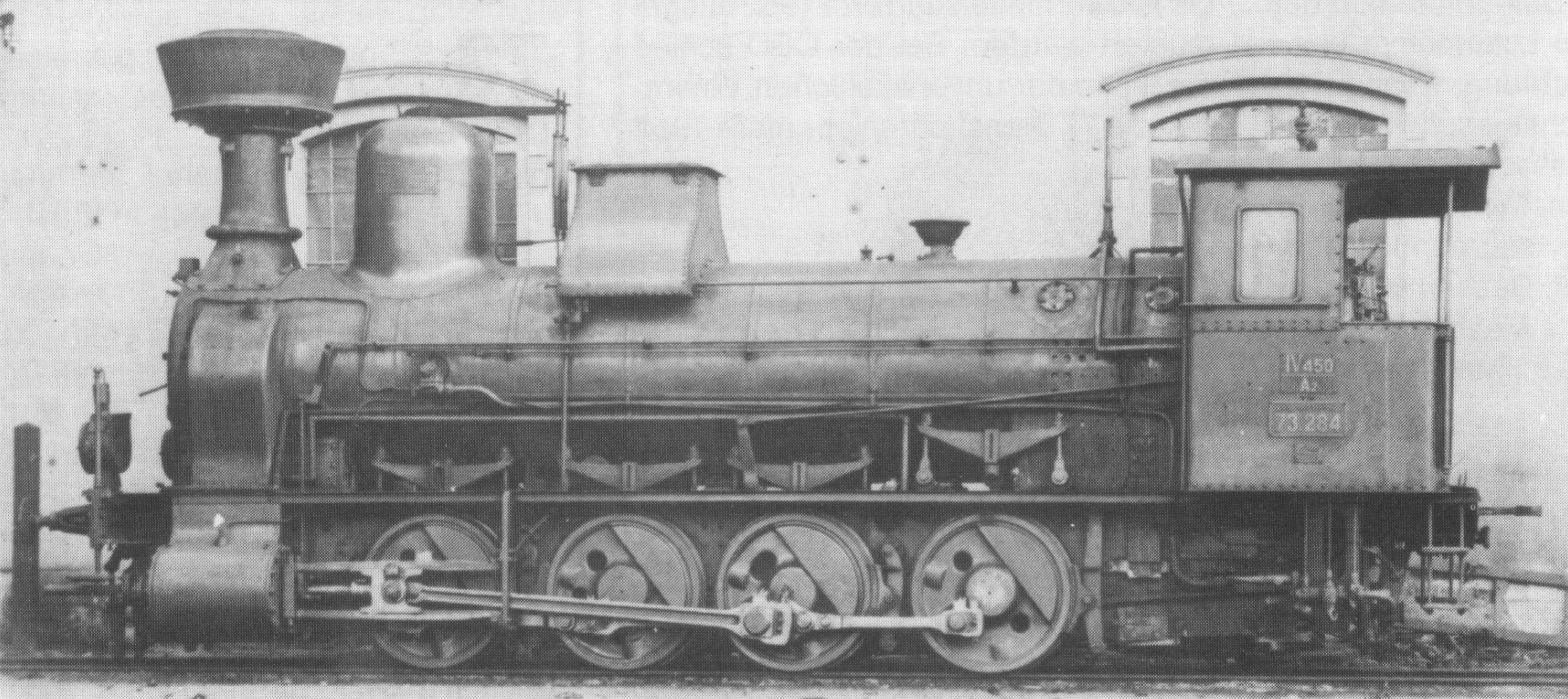
KkStB 73.284

KkStB 73 — найбільш поширений вантажний паровоз з тендером Ц.к.Австрійської Державної залізниці (KkStB) до появи KkStB 170.

## Історія
Випускався серією з 453 машин усіма австрійськими локомотивобудівними фабриками - Floridsdorf (1885),  Wiener Neustadt (1885), Krauss. Лінц (1885),  StEG (1886), ВММ (1900), отримавши позначення  kkStB 73.001-73.454 (без 73.300) (1885-1909). Паровоз був доволі потужним (700 К.с.), визначивши на 25 років вантажні перевезення Австро-Угорської імперії. Він міг везти поїзд у 1650 т з швидкістю 30 км/год, на схилі 10° 580 т з швидкістю 15 км/год, на схилі 25° 220 т з швидкістю 15 км/год. KkStB 73 використовували на гористих залізницях Галичини, Буковини, Богемії, Моравії, Тіролю, Форарльбергу, Відня, Зальцбургу. Ще 1885 Галицька Трансверсальна залізниця замовила 13 локомотивів. Паровози експлуатували після того, як потужні і новіші паровози серій 170, 270, 180, 80 зняли з ліній.
Під час війни було втрачено 11 паровозів  У  ході польсько-російської війни (1919-1920) у Новому Сончі, Кракові, Львові декілька паровозів KkStB 73 було захищено панцирними листами і використано у складі панцирних поїздів.
Після завершення війни 233 паровози отримали PKP як Tp15, 119 ČSD як серія 414.0, 25 FS як серія 424.00, 17 CFR, 4 JDŽ як серія !33, 44 BBÖ. У ČSD паровози серії 414.0 працювали до 1969 і один з них перебуває у Національному технічному музеї Праги. Після аншлюсу Австрії до Deutsche Reichsbahn потрапили усі 44 паровози, отримавши позначення DR 55.5701−5744, згодом паровози з ČSD - DR 55.5745−5819, з PKP - DR 55.5866–5897, з JDŽ - DR 55.5865
До сьогодні на ходу перебувають паровози 73.79 (Відень, Австрія, 414.096 Чехія, 133-005 Любляна Словенія.

### Технічні дані паровоза KkStB 73
|                                  |                                   |
| Розміри                          | Параметри                         |
| Роки випуску                     | 1885-1909                         |
| Країна-виробник                  | Австро-Угорська імперія           |
| Завод-виробник                   | Wr. Neustadt • Floridsdorf        |
| Ширина колії                     | 1435 mm                           |
| Тип                              | D n2                              |
| Кількість циліндрів              | 2                                 |
| Діаметр циліндрів                | 500 мм                            |
| Хід поршня                       | 570 мм                            |
| Тиск пари                        | 10/11 атм.                        |
| Довжина                          | 16.467 мм                         |
| Висота                           | 4.550 мм                          |
| Діаметр рушійних коліс           | 1.100 мм                          |
| Загальна база рушійних коліс     | 2.550 мм                          |
| Загальна колісна база            | 3.900 мм                          |
| Загальна колісна база з тендером | 11.635 мм                         |
| Кількість труб нагрівання        | 209                               |
| Площа труб нагрівання            | 170,80 м²                         |
| Площа зони нагріву               | 11,20 м²                          |
| Тендер                           | 8, 10, 18, 22, 31, 34, 36, 40, 66 |
| Маса паротяга порожнього         | 47,5 т                            |
| Маса паротяга робоча             | 55,1 т                            |
| Зчіпна маса локомотива           | 55,1 т                            |
| Швидкість                        | 35 км/год                         |